# Santuari dels Arcs
El Santuari dels Arcs és un conjunt de Santa Pau (Garrotxa) que forma part de l'Inventari del Patrimoni Arquitectònic de Catalunya. Aquests edificis estan adossats a l'església de la Mare de Déu dels Arcs.

## Descripció
Són quatre edificis organitzats entorn d'un pati cobert. El pati té tres accessos a través de pòrtics d'arc de mig punt. És a destacar la porta dovellada amb la data de 1567. Les successives fases de construcció han quedat marcades a l'edifici mitjançant nombroses inscripcions de dates a les portes i finestres, que van des del segle xvi al XVIII. També hi ha afegits de tipus ornamentals del segle xix.

## Història
Tant els grans pontífex com les jerarquies de l'església sempre havien afavorit el Santuari. Juli III (1553) va concedir-li indulgències per a la reconstrucció de l'església. També van concedir-li indulgències Urbà VIII (1644), Innocenci X (1652) i Pius VII (1802). Hi ha un manuscrit de l'arxiu que és un dels llibres sacramentals més antics d'Europa. Començat al segle xiv, acabà a principis del XV, quan normalment aquest tipus d'inscripcions parroquials són del segle xvi.